# Derarimus uhmanni
Derarimus uhmanni es una especie de coleóptero de la familia Anthicidae.

## Distribución geográfica
Habita en Hubei (China).